# Floscopa

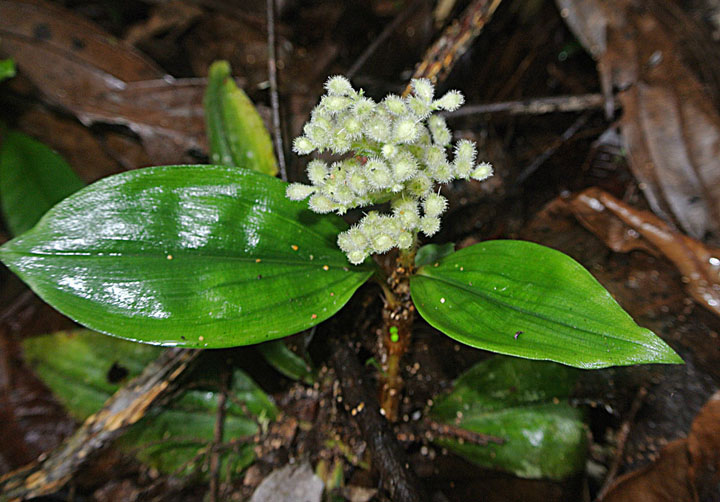
Floscopa peruviana

Floscopa Lour. – rodzaj roślin z rodziny komelinowatych. Obejmuje 21 gatunków występujących na obszarach klimatu strefy międzyzwrotnikowej i podzwrotnikowej Ameryki Południowej i Środkowej, Afryki, Azji i Australii, gdzie zasiedlają ekoton wodno-lądowy. 
Nazwa naukowa rodzaju pochodzi od łacińskich słów flos (kwiat) i copia (obfitość). 

## Zasięg geograficzny
Centrum różnorodności rodzaju jest w Afryce, gdzie występuje 14 z 21 gatunków tej rośliny. Występująca na obszarze od Senegalu do Etiopii i na południe do Południowej Afryki Floscopa glomerata została introdukowana do Wietnamu. Pięć gatunków występuje naturalnie w Ameryce Południowej, przy czym zasięg F. robusta sięga do Ameryki Środkowej. Występujący w Ameryce gatunek F. glabrata został introdukowany do Wietnamu. Gatunek F. scandens zasiedla obszar od Półwyspu Indyjskiego i Chin przez Melanezję do północno-wschodniej Australii. Gatunek F. yunnanensis jest endemitem południowo-środkowych Chin. 

## Morfologia
PokrójWieloletnie i jednoroczne rośliny zielne.
LiścieUlistnienie skrętoległe. Blaszki liściowe ogonkowe lub siedzące.
KwiatyZebrane w tyrs złożony z kilku lub wielu wierzchotek, rzadko zredukowany do jednej lub kilku dwurzędek, wyrastający wierzchołkowo oraz z kątów liści. Kwiatostany wyrastające w górnej części pędu często tworzą kwiatostan złożony. Okwiat grzbiecisty. Trzy listki zewnętrznego okółka wolne, niemal równej wielkości, zwykle gruczołowato owłosione. Trzy listki wewnętrznego okółka wolne, różnej wielkości, górne szersze od dolnego, zwykle jajowate do odwrotnie jajowatych lub odwrotnie lancetowatych, a dolny równowąsko-lancetowaty do łopatkowatego. Sześć pręcików, przy czym trzy górne różniące się budową od dolnych, zwykle krótsze. Nitki pręcików zrośnięte u nasady, nagie. Zalążnia siedząca lub szypułkowana, dwukomorowa, z jednym zalążkiem w każdej komorze.
OwoceDwukomorowe, dwuklapowe torebki, zawierające jedno nasiono w każdej komorze. Łupina nasion żebrowana lub guzkowata.
GenetykaLiczba chromosomów 2n = 12, 16, 18, 22, 24, 30, 36, 42, 54.

## Systematyka
Pozycja systematycznaRodzaj z plemienia Commelineae podrodziny Commelinoideae w rodzinie komelinowatych (Commelinaceae).
Wykaz gatunków
- Floscopa africana (P.Beauv.) C.B.Clarke
- Floscopa aquatica Hua
- Floscopa axillaris (Poir.) C.B.Clarke
- Floscopa confusa Brenan
- Floscopa elegans Huber
- Floscopa flavida C.B.Clarke
- Floscopa glabrata (Kunth) Hassk.
- Floscopa glomerata (Willd. ex Schult. & Schult.f.) Hassk.
- Floscopa gossweileri Cavaco
- Floscopa leiothyrsa Brenan
- Floscopa mannii C.B.Clarke
- Floscopa perforans Rusby
- Floscopa peruviana Hassk. ex C.B.Clarke
- Floscopa polypleura Brenan
- Floscopa rivularioides T.C.E.Fr.
- Floscopa robusta (Seub.) C.B.Clarke
- Floscopa scandens Lour.
- Floscopa schweinfurthii C.B.Clarke
- Floscopa tanneri Brenan
- Floscopa tuberculata C.B.Clarke
- Floscopa yunnanensis D.Y.Hong

## Zagrożenie i ochrona
Gatunki Floscopa scandens, F. glomerata, F. aquatica, F. flavida, F. axillaris, F. africana i F. confusa są sklasyfikowane w Czerwonej księdze gatunków zagrożonych IUCN jako najmniejszej troski, a gatunek F. mannii jako gatunek zagrożony.

## Znaczenie użytkowe
Floscopa scandens stosowana jest w Indiach jako środek poporodowy, przeciwgorączkowy, do łagodzenia piodermii, ropni i ostrego zapalenia nerek. Sok z pędów i liści tej rośliny zakraplany jest do oczu w przypadku bólu. Pędy znajdują też zastosowanie rytualne.
Podobne zastosowanie gatunek ten znajduje w tradycyjnej medycynie chińskiej, gdzie stosowany jest przeciwgorączkowo, odtruwająco, diuretycznie i przeciwobrzękowo.
W Afryce wysuszone pędy Floscopa africana oraz Microglossa pyrifolia noszone są w woreczkach przy ciele jako talizman przeciwko nieszczęściom i chorobom.